# Sportivo San Lorenzo
Club Sportivo San Lorenzo jest paragwajskim klubem z siedzibą w mieście San Lorenzo będącego częścią zespołu miejskiego Asunción.

## Osiągnięcia
- Mistrz drugiej ligi paragwajskiej (6): 1949, 1953, 1960, 1984, 1987, 1994, 2014
- Mistrz trzeciej ligi paragwajskiej: 2009, 2017

## Historia
Klub założony został 17 kwietnia 1930 roku pod nazwą Tacuarí Sportivo. Za jego poprzednika uważa się założony w 1907 roku klub 10 de Agosto (nazwa od daty założenia miasta San Lorenzo - 10 sierpnia 1775), który w 1914 zdobył mistrzostwo drugiej ligi paragwajskiej. Siedem lat po założeniu klubu - w 1937 oddano do użytku stadion klubu Estadio Ciudad Universitaria, mogący pomieścić 10000 widzów. Ostatni raz w pierwszej lidze San Lorenzo występował w roku 2003. Obecnie klub gra w trzeciej lidze Paragwaju - Primera de Ascenso.